# Aleksander Zaranek
Aleksander Zaranek pseudonim Radio (ur. 25 listopada 1908 w Warszawie, zm. 2 czerwca 1996 tamże) – polski piłkarz, lekkoatleta, hokeista, bokser, sędzia piłkarski, działacz sportowy. 

## Życiorys
Jako sportowiec reprezentował barwy warszawskich klubów: Lauda, Ruch, YMCA, Orzeł i Okęcie. Z tym ostatnim był związany po zakończeniu kariery sportowej - przez 38 lat pełnił funkcję jego prezesa.
W czasie II wojny światowej organizował nielegalne rozgrywki piłkarskie i uczestniczył w nich. Działał w konspiracji - był członkiem 7. pułku piechoty "Garłuch" Warszawskiego Okręgu Armii Krajowej.
Po zakończeniu wojny zakładał w Warszawie okręgowe związki piłki nożnej i kolarstwa. Był inicjatorem pierwszego po wojnie meczu piłkarskiego w Warszawie rozegranego 25 marca 1945 między drużynami Okęcia i Polonii. Był również inicjatorem piłkarskiego Turnieju Wyzwolenia (później jako Turniej o Puchar Prezydenta, po śmierci A. Zaranka noszący jego imię) oraz rozgrywanego od 1962 na błoniach wokół Stadionu Dziesięciolecia turnieju piłkarskiego drużyn szkolnych o "Złotą Piłkę". Laureat Orderu Uśmiechu (nr legitymacji 292). Pochowany na cmentarzu Prawosławnym na Woli kwatera 84a rząd 5 grób 32.